# Black Velveteen
Black Velveteen è il sesto ed ultimo singolo ad essere estratto dall'album 5 di Lenny Kravitz, pubblicato il 16 novembre 1999. Il video del brano è stato diretto da Samuel Bayer.

## Tracce
CD Singolo UK
1. Black Velveteen (Album Version) – 4:49
2. American Woman (Timbaland Remix) – 3:49
3. Black Velveteen (S-Man's Ghost In The Machine Mix) – 7:11

Contiene anche il video della canzone in versione integrale, non censurata.
12"
1. Black Velveteen (S-Man's Ghost In The Machine Mix) – 7:10
2. Black Velveteen (S-Man's Ghost In The Machine Dub) – 5:58
3. Black Velveteen (S-Man's Ghost In The Machine Instrumental) – 5:55
4. Black Velveteen (Stonebridge EXFM Mix)– 4:57
5. Black Velveteen (Stonebridge Club Dub)– 6:21
6. Black Velveteen (RPO Ready To Please Mix)– 6:16

## Classifiche
| Classifica (1999) | Posizione massima |
| ----------------- | ----------------- |
| Regno Unito       | 83                |
| Svizzera          | 94                |